# Laboot
Laboot är en ort i Kenya. Den ligger i länet Bungoma, i den västra delen av landet, 400 km nordväst om huvudstaden Nairobi. Laboot ligger 3 073 meter över havet och antalet invånare är 383.
Terrängen runt Laboot är lite bergig. Trakten runt Laboot är nära nog obefolkad, med mindre än två invånare per kvadratkilometer. Det finns inga andra samhällen i närheten. I omgivningarna runt Laboot växer huvudsakligen savannskog.